# In a World Like This
Albums de Backstreet Boys
NKOTBSB
(2011) The Essential Backstreet Boys
(2013)
Singles
1. In a World Like This
Sortie : 25 juin 2013
2. Madeleine
Sortie : 18 octobre 2013
3. Show 'Em (What You're Made Of)
Sortie : 18 novembre 2013

In a World Like This est le huitième (aux Etats-Unis le septième) album studio du boys band américain Backstreet Boys, sorti en juillet 2013.
L'album a débuté à la 16e place du hit-parade britannique (pour la semaine du 4 au 10 août 2013) et à la 5e place du classement des albums du magazine américain Billboard, le Billboard 200 (pour la semaine du 17 août),.

## Liste des pistes
| No  | Titre                          | Auteur | Producteur(s)        | Durée |
| --- | ------------------------------ | --- | -------------------- | ----- |
| 1.  | In a World like This           | - Max Martin - Kristian Lundin - Savan Kotecha                                                                     | - Martin - Lundin    | 3:40  |
| 2.  | Permanent Stain                | - Morgan Taylor Reid - Mika Guillory - Nick Carter                                                                 | Reid                 | 3:55  |
| 3.  | Breathe                        | - Martin Terefe - Nick Whitecross - Magne Furuholmen - Andreas Olsson - AJ McLean - Brian Littrell - Howie Dorough | - Terefe             | 3:50  |
| 4.  | Madeleine                      | - Terefe - Sacha Skarbek                                                                                           | Terefe               | 4:05  |
| 5.  | Show 'Em (What You're Made Of) | - Reid - Guillory - McLean - Kevin Richardson                                                                      | Reid                 | 3:44  |
| 6.  | Make Believe                   | - Dan Muckala - Carter - Richardson - Howie Dorough - Bryan Shackle                                                | Muckala              | 4:46  |
| 7.  | Try                            | - Terefe - James Bryan - James Morrison - Kyle Riabko                                                              | - Terefe             | 3:22  |
| 8.  | Trust Me                       | - Terefe - Bryan - Justin Nozuka                                                                                   | Terefe               | 3:47  |
| 9.  | Love Somebody                  | - Justin Trugman - Jaakko Manninen - Jordan Omley - Carter - Dorough                                               | - Trugman - Manninen | 3:25  |
| 10. | One Phone Call                 | - Reid - Dorough - Sean Douglas                                                                                    | Reid                 | 3:51  |
| 11. | Feels Like Home                | - Muckala - Carter - Dorough - Richardson - Shackle                                                                | Muckala              | 3:26  |
| 12. | Soldier                        | - Reid - Guillory - Carter - Dorough                                                                               | Reid                 | 3:52  |

| 13. | Hot, Hot, Hot | - Terefe - Glen Scott - Dorough - Littrell - Carter | Terefe | 3:26 |

| 13. | Light On | - Muckala - Carter - Richardson - Jess Cates | Muckala | 4:06 |